# Saganer SV
Der Saganer Sportverein war ein deutscher Verein aus der niederschlesischen Stadt Sagan (heute Żagań, Polen).

## Geschichte
Der Verein wurde 1910 als Saganer SV gegründet und gehörte dem Südostdeutschen Fußball-Verband an. 1920, 1924, 1925, 1926 und 1929 wurde der Verein Oberlausitzer Meister und qualifizierte sich damit für die Endrunde um die Südostdeutsche  Meisterschaft.
1933 verpasste der Saganer SV die Qualifikation für die neu eingeführte Gauliga Schlesien, eine der obersten deutschen Fußballligen in der Zeit des Nationalsozialismus, und spielte fortan in der zweitklassigen Bezirksliga Niederschlesien. 1938 erfolgte die Namensänderung in Saganer TuSV. Während der Saison 1939/40 zog sich der Verein – vermutlich kriegsbedingt – vom Spielbetrieb zurück.
Nach Ende des Zweiten Weltkrieges wurde die Stadt Sagan als Ergebnis des Potsdamer Abkommens dem Staat Polen zugesprochen, wodurch der Verein im Jahr 1945 aufgelöst wurde.

## Erfolge
- Oberlausitzer Meister 1920, 1924, 1925, 1926, 1929

## Bekannte Spieler
- Arthur Boxhammer